# جوديث دارهام
جوديث مافيس دارهام (بالإنجليزية: Judith Mavis Durham)‏ أو فقط جوديث دارهام من مواليد 3 يونيو 1943.هي مغنية وموسيقية أسترالية، تعرف بكونها المغنية الرئيسية في فرقة موسيقى الفولك الأسترالية المعروفة (بالإنجليزية: The seekers)‏.

## روابط خارجية
- جوديث دارهام على موقع IMDb (الإنجليزية)
- جوديث دارهام على موقع روتن توميتوز (الإنجليزية)
- جوديث دارهام على موقع ميوزك برينز (الإنجليزية)
- جوديث دارهام على موقع ديسكوغز (الإنجليزية)
- جوديث دارهام على موقع قاعدة بيانات الفيلم (الإنجليزية)